# Las Acacias

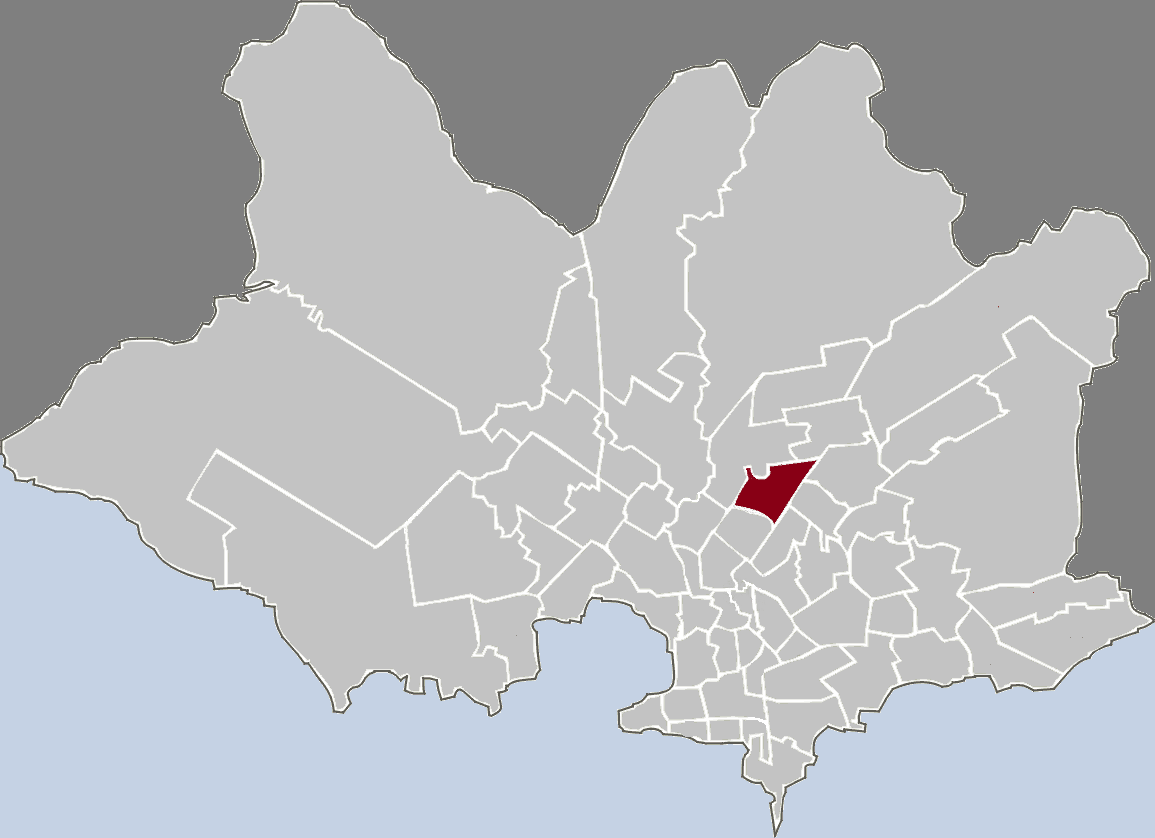
Lage von Las Acacias in Montevideo

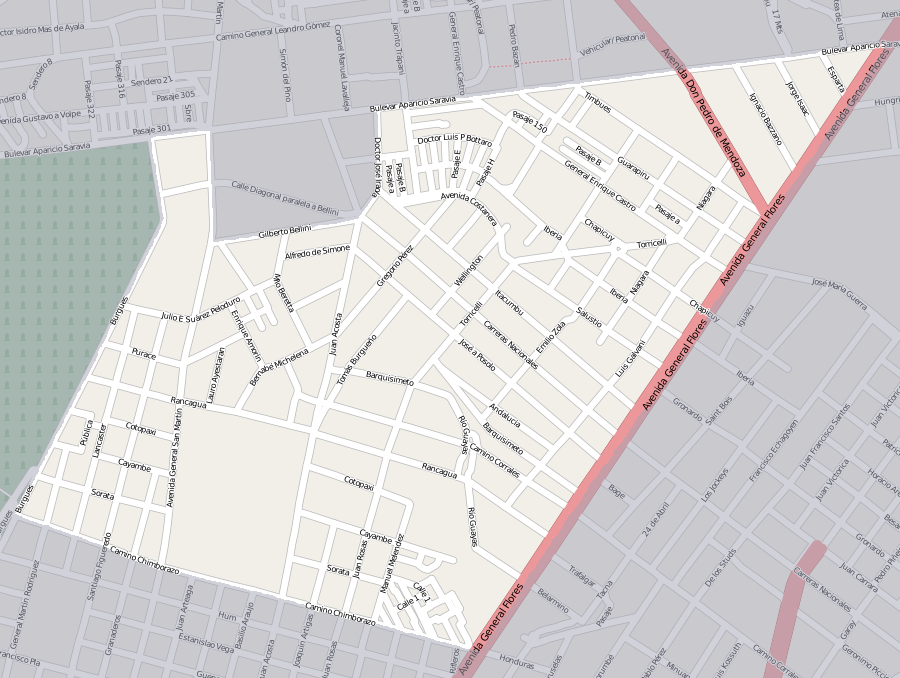
Plan von Las Acacias

Las Acacias ist ein Stadtviertel (Barrio) der uruguayischen Hauptstadt Montevideo.
Es wird von den Stadtteilen Casavalle (Westen und Norden), Piedras Blancas (Norden), Jardines del Hipódromo (Osten), Ituzaingó (Osten), Pérez Castellanos/Castro Castellanos (Südosten) und Cerrito (Süden) umgeben. Die Grenzen des Barrios bilden dabei die Straßen Bulevar Aparicio Saravia, Avenida San Martin, G Bellini, Dr Jose Iraola im Norden, Iguazu im Osten, Chimborazo im Süden und die Avenida Burgues im Westen. Das Gebiet von Las Acacias ist dem Municipio D zugeordnet.